# Красный Яр (Калининградская область)
Кра́сный Яр (до 1946 года — Парненен, нем. Parnehnen) — посёлок в Гвардейском городском округе Калининградской области.
С 2005 по 2014 годы входил в состав Зоринского сельского поселения.

## История

### Восточная Пруссия
Поселение упоминается в документах 1358 года сперва как Pernen, затем Pernyn. В XVI веке это было лесно-луговое поместье, которое принадлежало семье Рёдер (нем. Röder). Около 1800 года оно было куплено членом семьи фон дер Гольц.
С 1818 года Парненен входил в район Велау (нем. Kreis Wehlau) Восточной Пруссии. Район Велау делился на города, сельские общины и на усадебные округа (нем. Gutsbezirk).
В 1830 году имение площадью 1125 га приобрёл Карл Август Кесвурм (нем. Karl August Käswurm). Тогда основной деятельностью в имении было овцеводство.

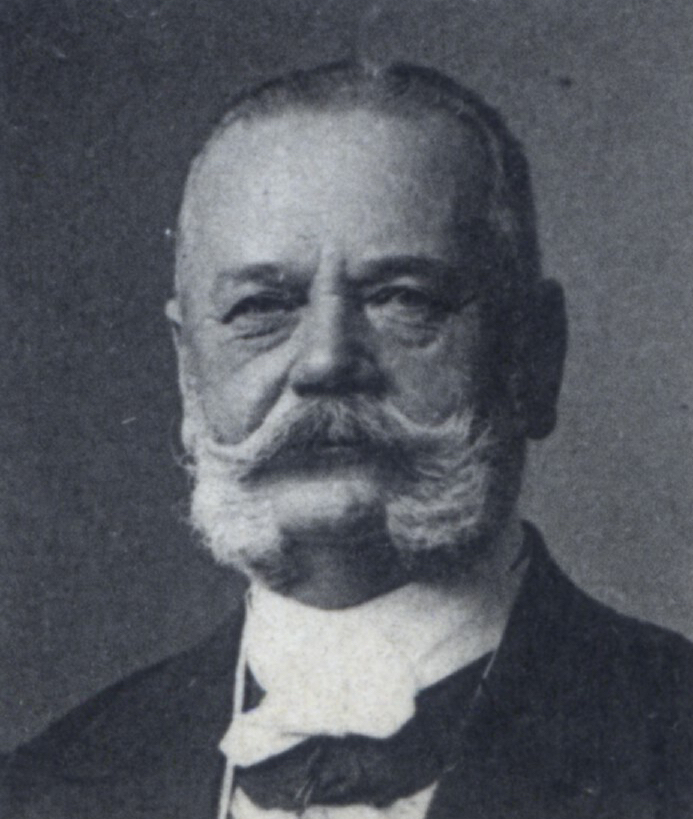
— владелец усадьбы Парненен в 1885—1914 годах.

В 1863 году Карл Август Кесвурм скончался, имением владела его семья.
13 декабря 1872 в Пруссии было издано учреждение об окружном управлении (Kreisordnung), которое ввело новое полицейское управление. Округ (Kreis) делился на должностные участки, названные амтсбецирк (нем. Amtsbezirk). Население амтсбецирка по общему правилу не превышало 1600 жителей. 13 июня 1874 года был образован амтсбецирк Парненен (нем. Amtsbezirk Parnehnen), а сам Парненен стал амтсдорфом (нем. Amtsdorf). Вместе с этим Пернен (Pernen) стало называться Парненен (Parnehnen).
12 июня 1885 года дочь и наследница Маргарета Кесвурм (Margarete Käswurm, 1860—1916) вышла замуж за военного из Штаргарда Людвига фон Массов (1844—1914), для которого это был второй брак. В браке родились три дочери и сын. В мае 1898 года Людвиг фон Массов ушёл в отставку, был избран депутатом Рейхстага и позже он посвятил себя управлению имениями, и прежде всего имением Парненен.
Одна из дочерей, Шарлотта, (р. 4.01.1887) после обучения в Потсдаме и Веймаре поддерживала отца в управлении имением. В 1908 году она вышла замуж за Лебрехта фон Глазова (Ernst Albrecht Lebrecht Georg von Glasow) (1884—1940), стала Шарлоттой фон Глазоф (Charlotte von Glasow) и переехала в поместье Локенен в район Хайлигенбайль. В 1909 году у них родился сын Эрнст Людвиг Вальдемар. После смерти Людвига и Маргареты фон Массов имением управляла Шарлотта.
На 1 января 1928 года в Пруссии насчитывалось 11 894 самостоятельных усадебных округа (нем. Gutsbezirke), а также около 1 000 городских и 29 000 сельских общин (нем. Landgemeinden). С 30 сентября 1928 года большая часть усадебных участков была распущена. По предложениям районных управ они были включены в соседние сельские общины или даже преобразованы в сельские общины. 30 сентября 1928 года Парненен был преобразован из усадебного округа в сельскую общину.
Шарлотта фон Глазоф управляла имуществом как матери, так и мужа вплоть до вынужденного отъезда в 1945 году.
В 1933 году население составляло 527 человек, в 1939 году — 565 человек.
В январе 1945 года советские войска начали наступательную Восточно-Прусская операция на территории Восточной Пруссии. В ходе Инстербургско-Кенигсбергской наступательной операции советских войск (13-26 января 1945 года) 20 января правофланговый 8-й гвардейский стрелковый корпус 11-й гвардейской армии получил приказ наступать в направлении Ауловенен — Шпракен — Парненен и прорвать главную оборонительную полосу укрепленного района «Ильменхорст». Парненен оказался под контролем советских войск, а 23 января они заняли и центр района город Велау.

### СССР
В августе 1945 года по заключённому на Потсдамской конференции соглашению северная часть Восточной Пруссии, и в том числе Парненен, была передана Советскому Союзу. На этой территории был организован Кёнигсбергский особый военный округ.
7 апреля 1946 года была образована Кёнигсбергская область в составе РСФСР. Тогда же произвели деление на районы, образовали Тапиауский район с центром в Тапиау. В этот район включили Парненен. Вскоре советские власти начали переименовывать топонимы. 4 июля 1946 года переименовали Кёнигсберг в Калининград и соответственно область, 7 сентября 1946 года Тапиау в Гвардейск, а Тапиауский район в Гвардейский. Парненен переименовали в Красный Яр. В том же году началось заселение советскими гражданами. Оставшееся немецкое население было в 1947—1949 годах депортировано в советскую зону оккупации Германии.

## Население
| 2002 | 2010 |
| ---- | ---- |
| 315  | ↘281 |

## Объекты культурного наследия регионального значения
В посёлке сохранилось несколько зданий усадьбы Парненен (нем. Gutshof Parnehnen). Прежде всего это главный дом, находящийся в аварийном состоянии. В 2015 году руководитель службы государственной охраны объектов культурного наследия Калининградской области Евгений Маслов заявлял, что подготовлен проект реставрации памятника, но для его реализации нужен инвестор. В 2019 году усадьбу выставляли на торги, но покупателей не нашлось.

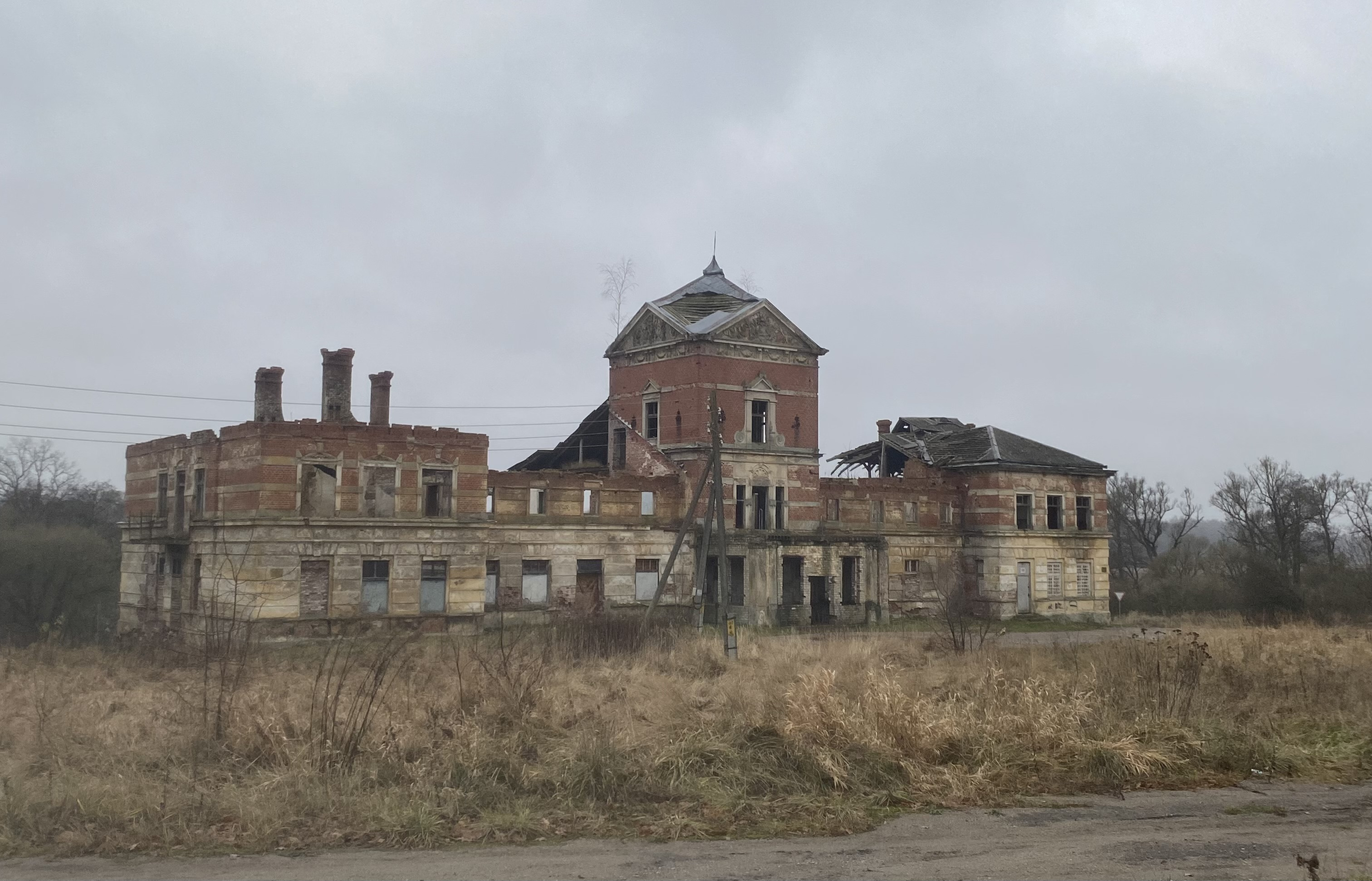
Усадьба в поселке Красный Яр(Парненен), декабрь 2024.
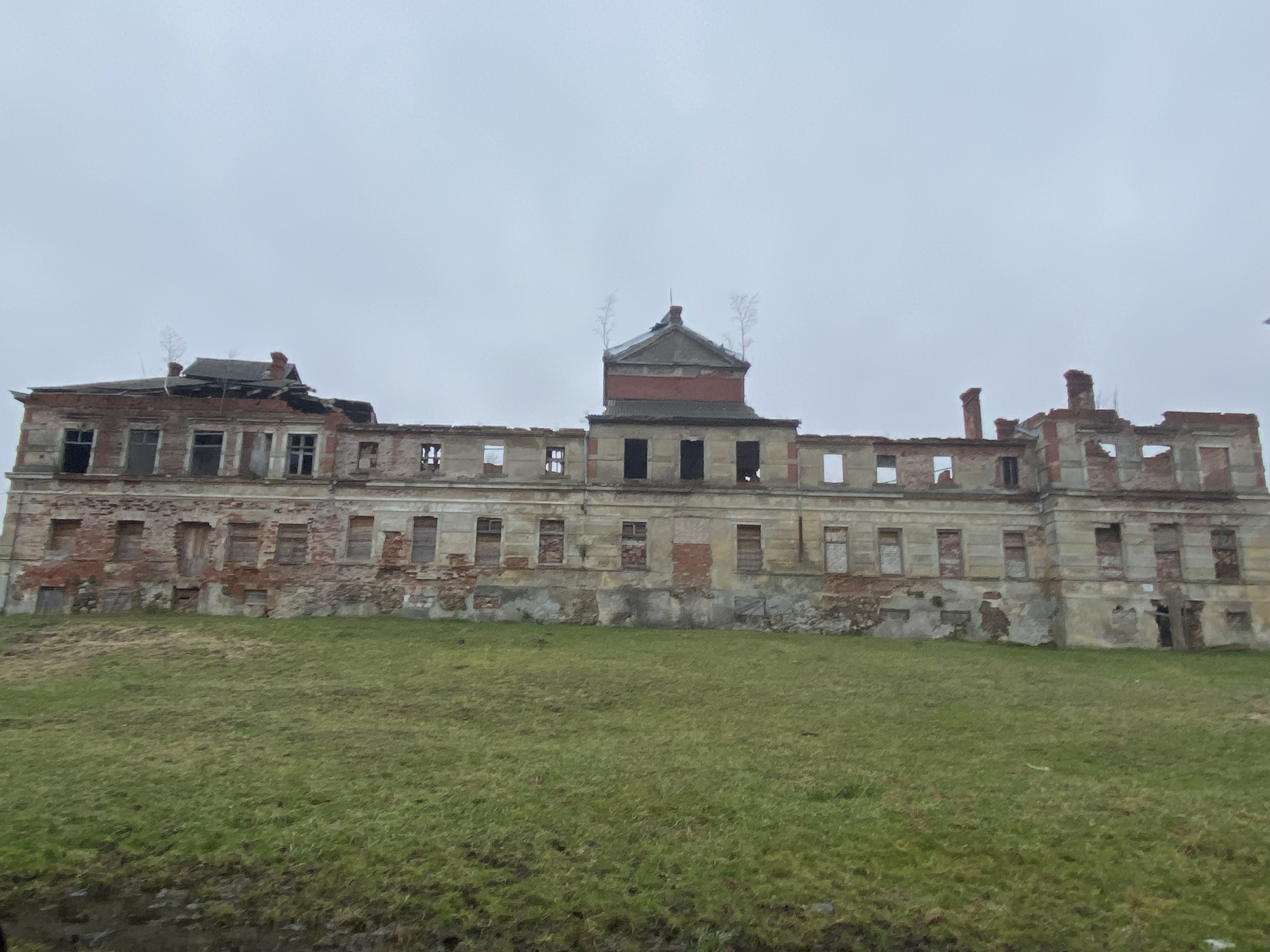

Усадьба в поселке Красный Яр(Парненен), 2022.

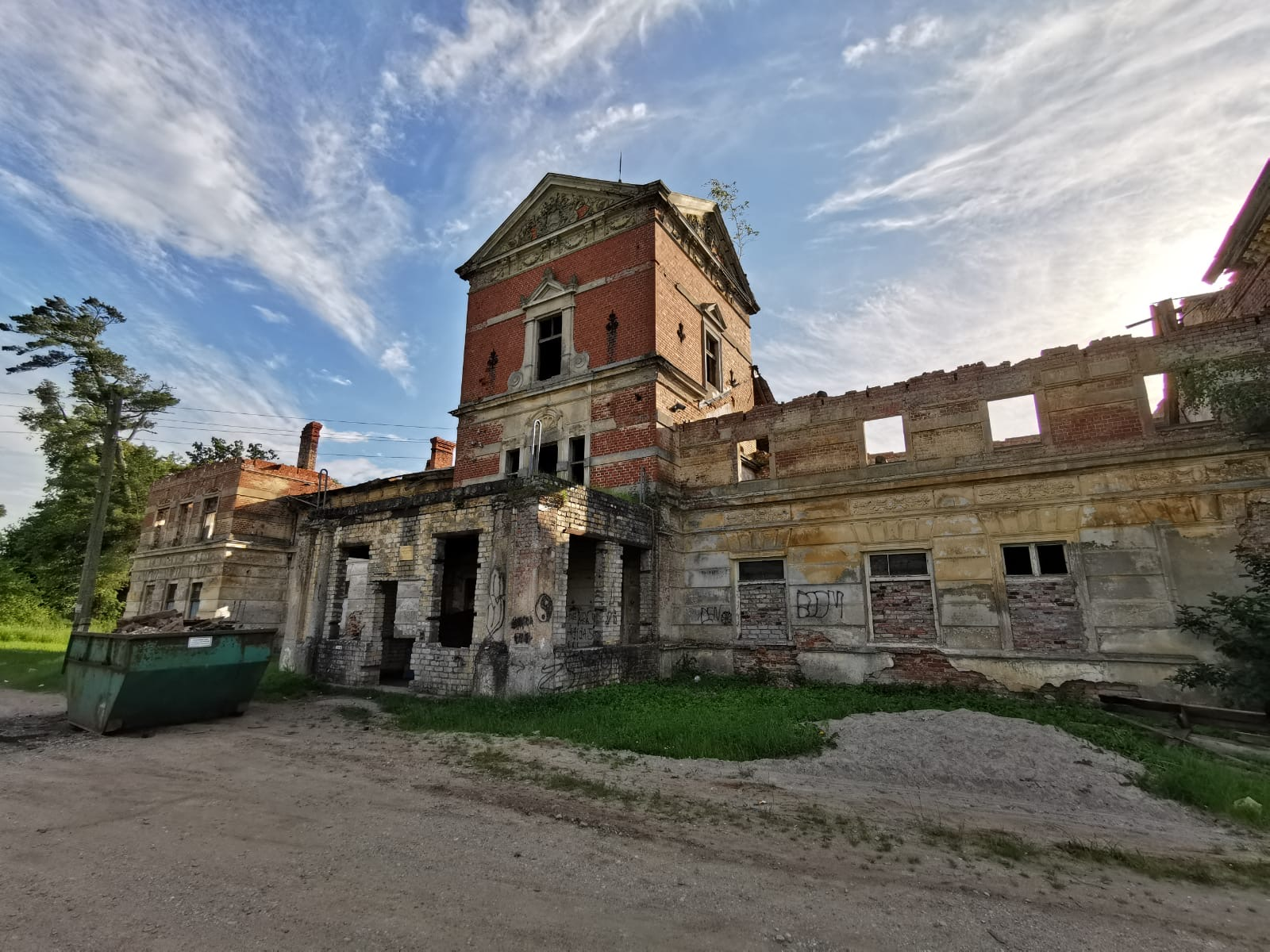
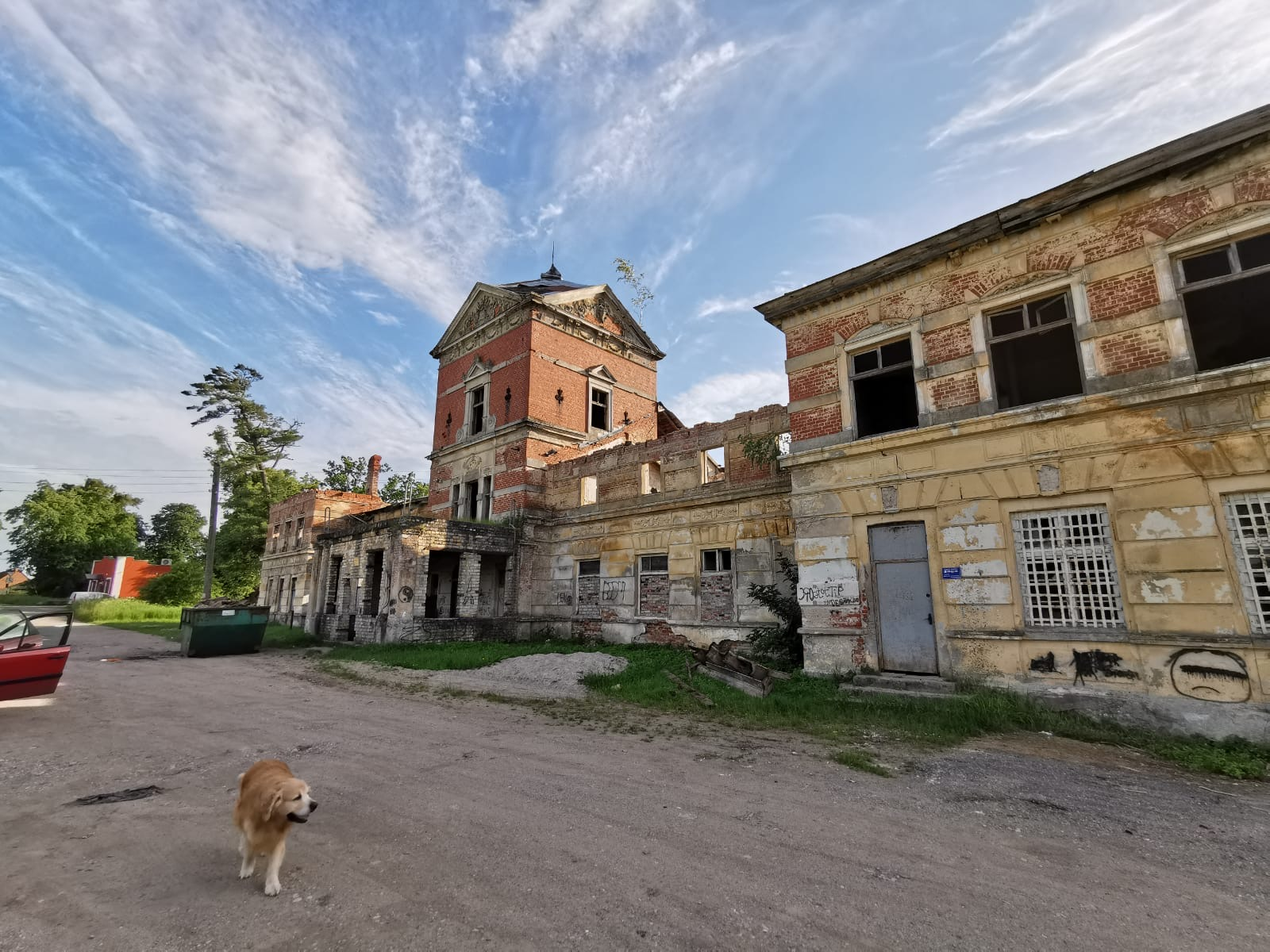
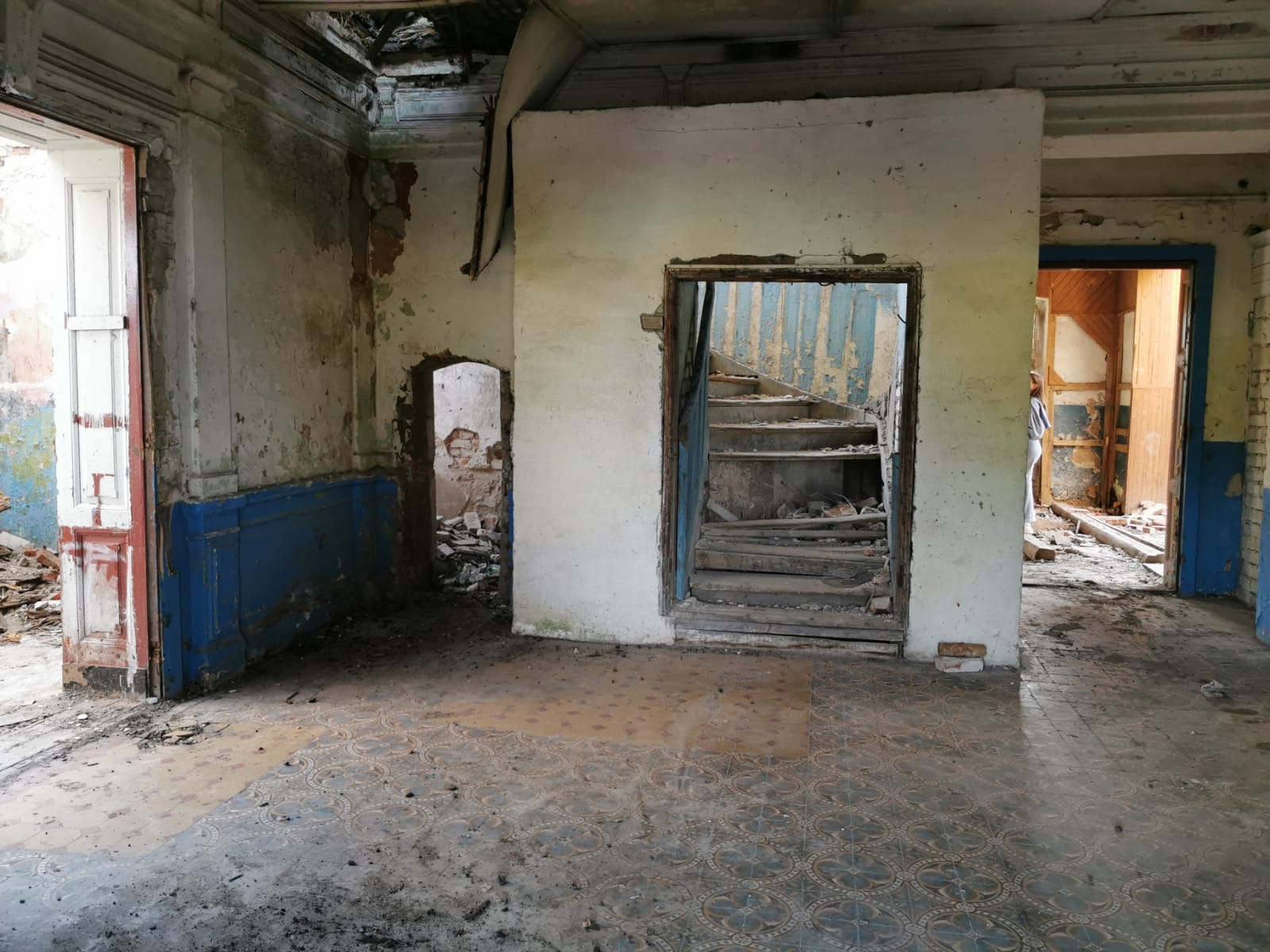
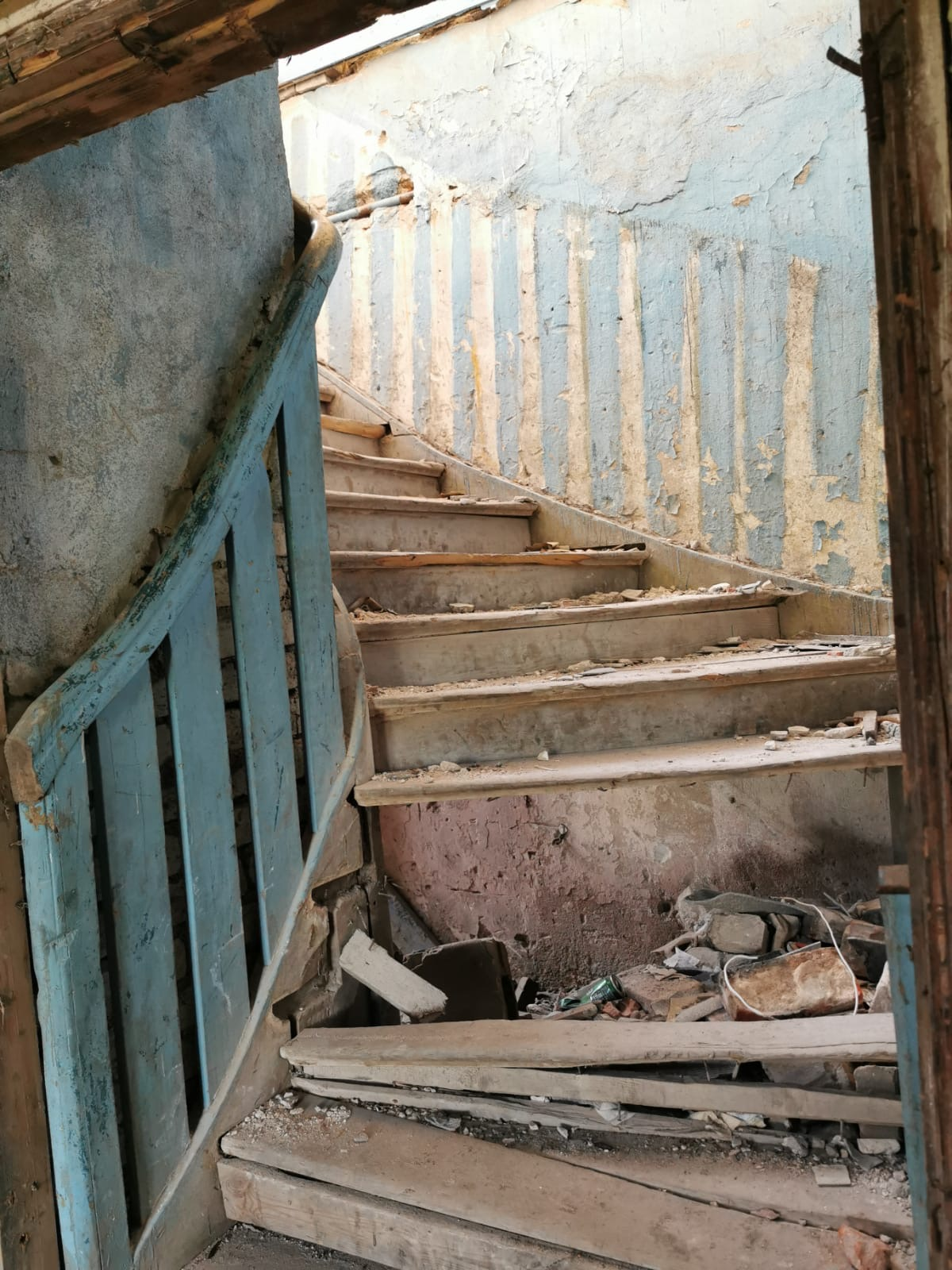
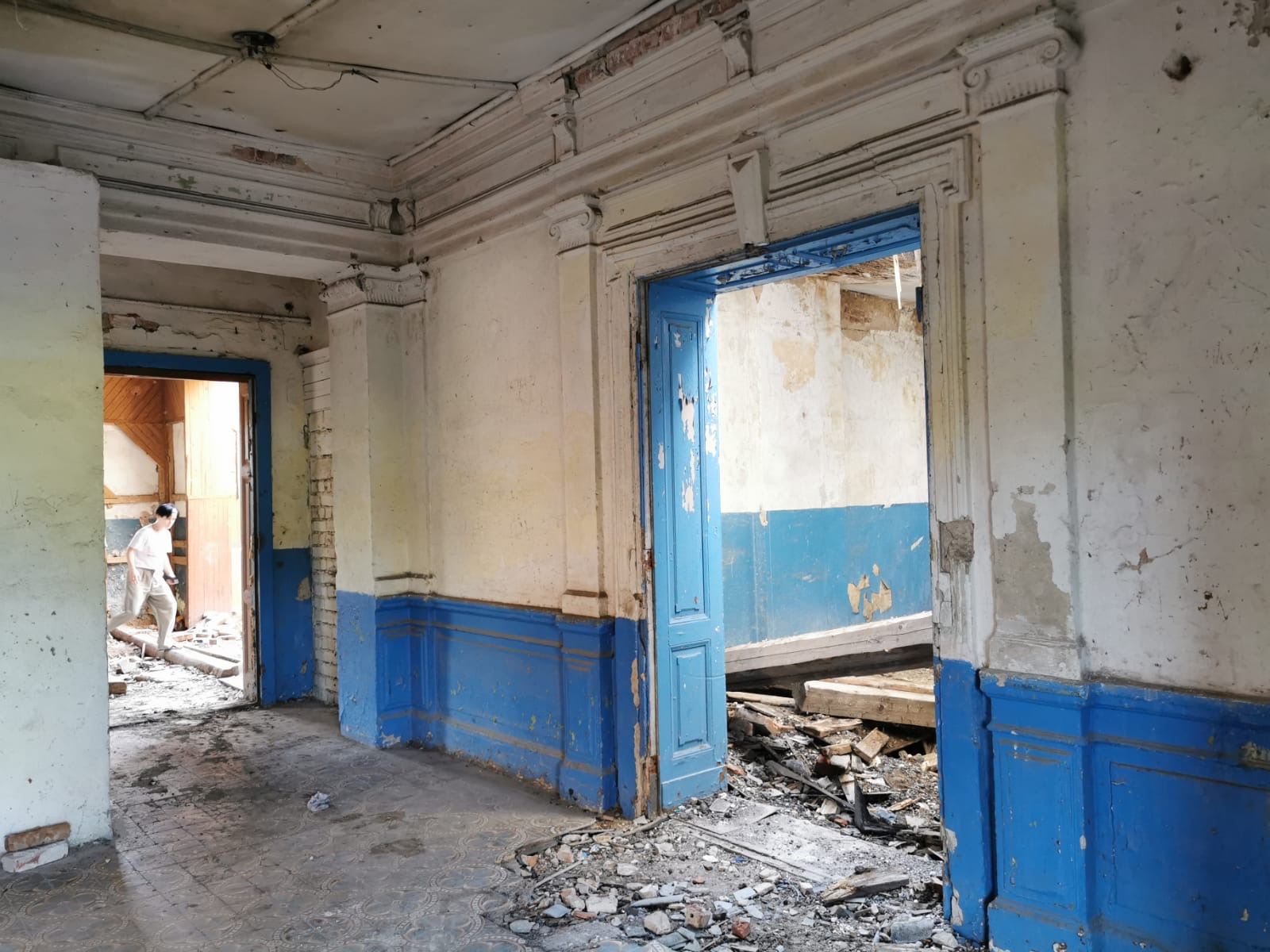
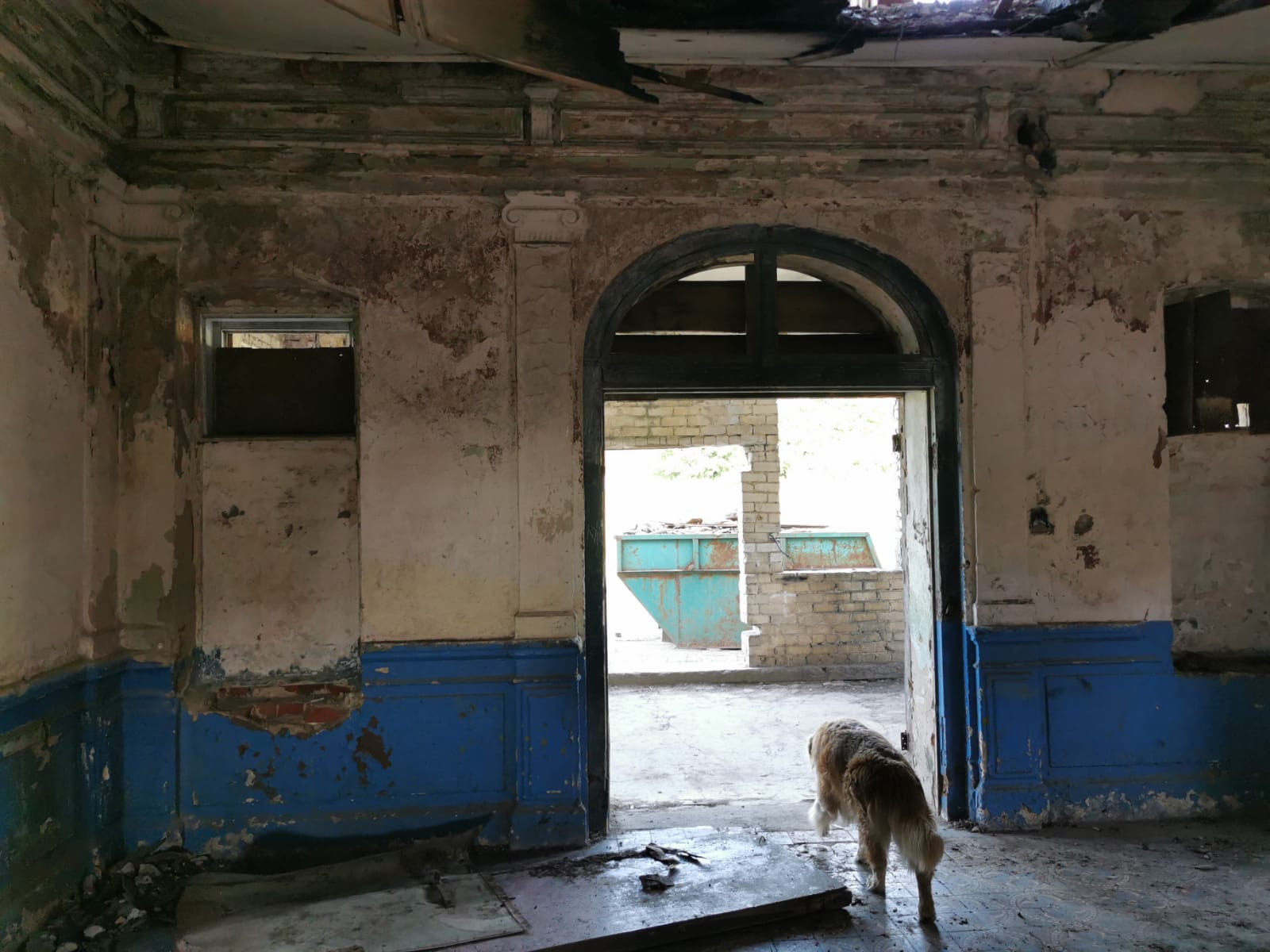
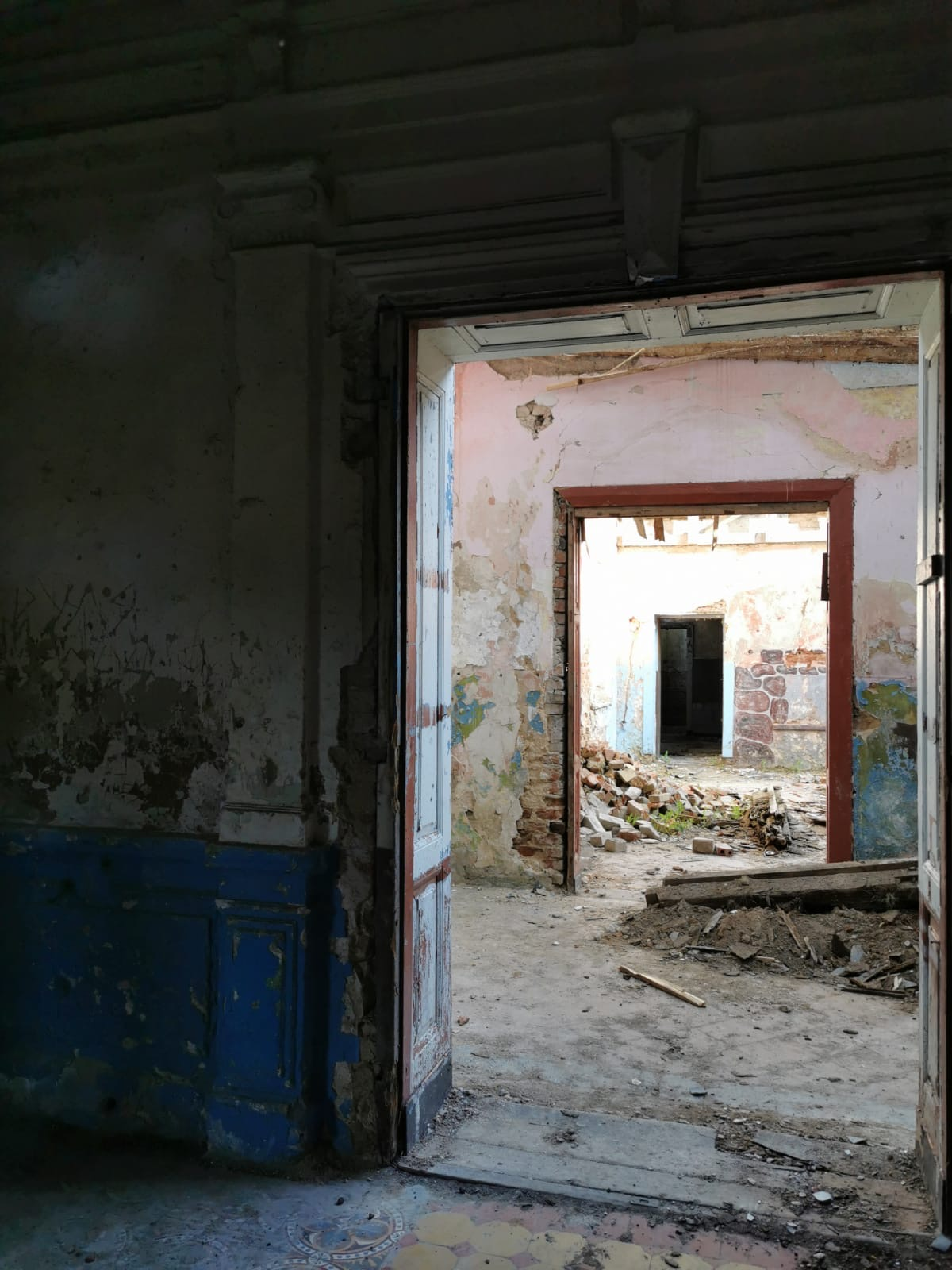

Напротив усадьбы располагались кирпичные строения хозяйственного блока. Бывшие конюшни и коровники возведены в неоготическом стиле. Основание кирпичного здания выполнено из гранитных валунов разных размеров, имеющих неправильную форму. Пустоты между большими камнями заполнены щебнем с раствором. В прошлом эта строительная технология использовалась часто.

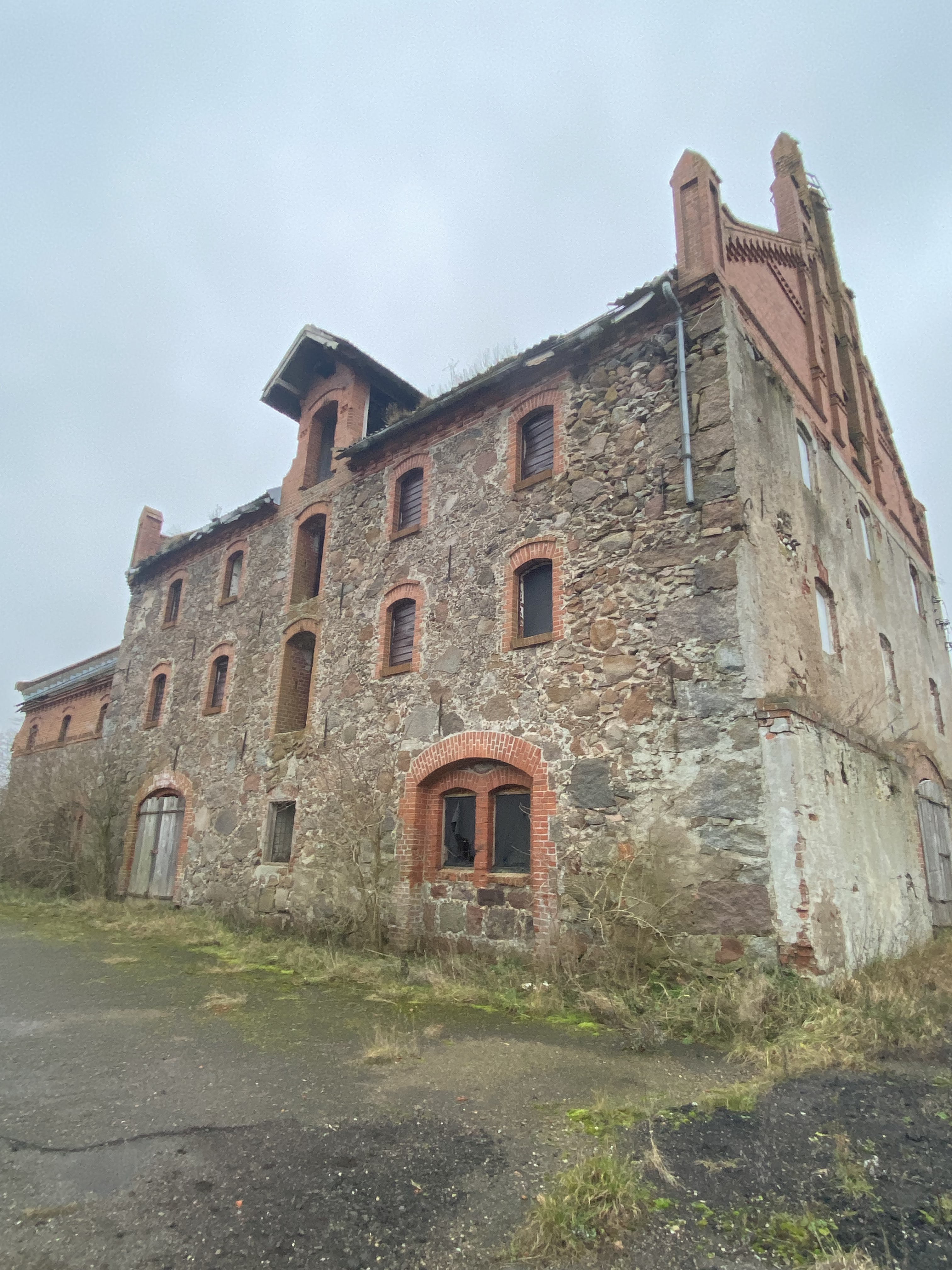
Здание молочного завода 19 века в пос.Красный Яр(Парненен). 2024 год
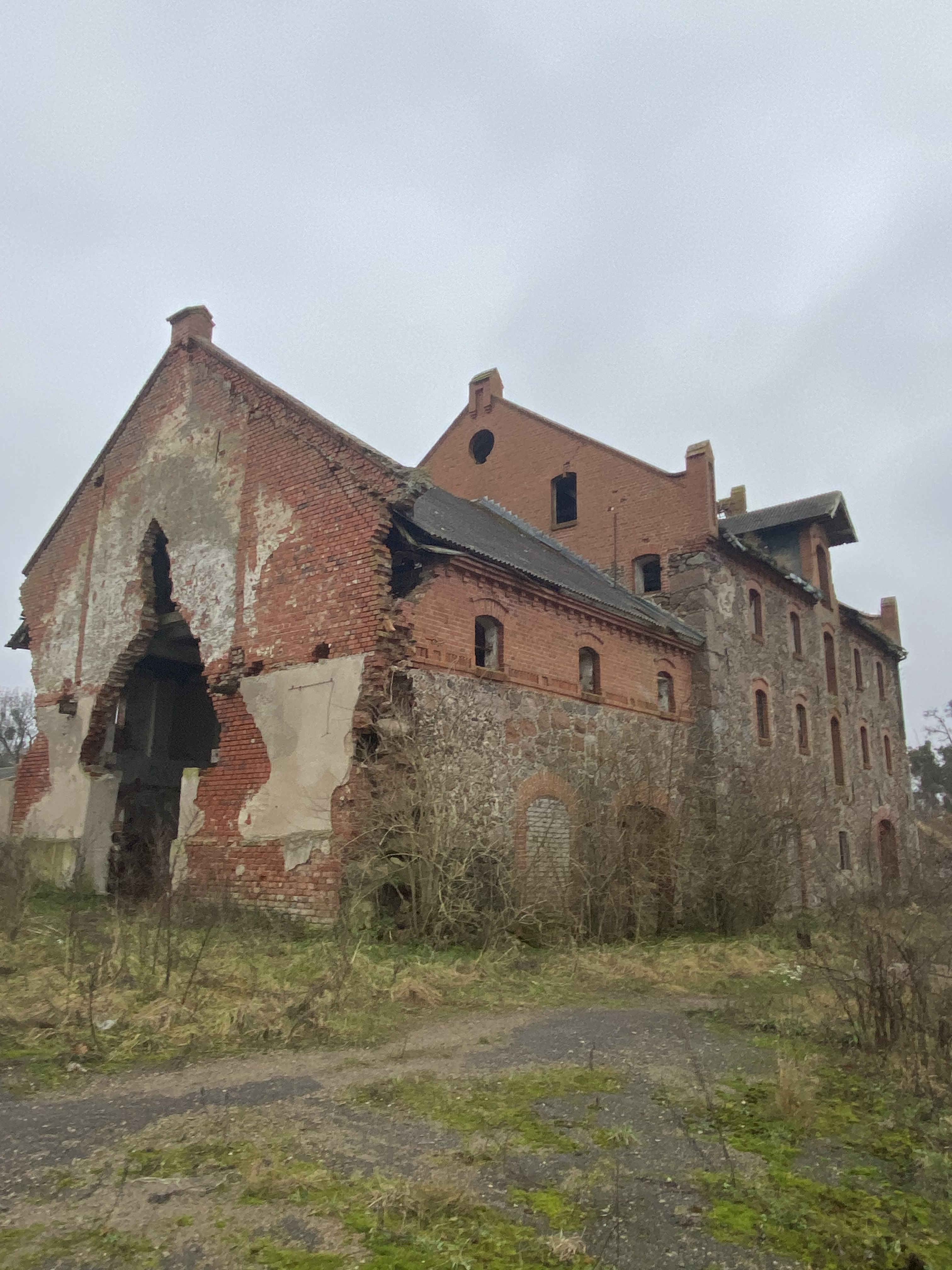
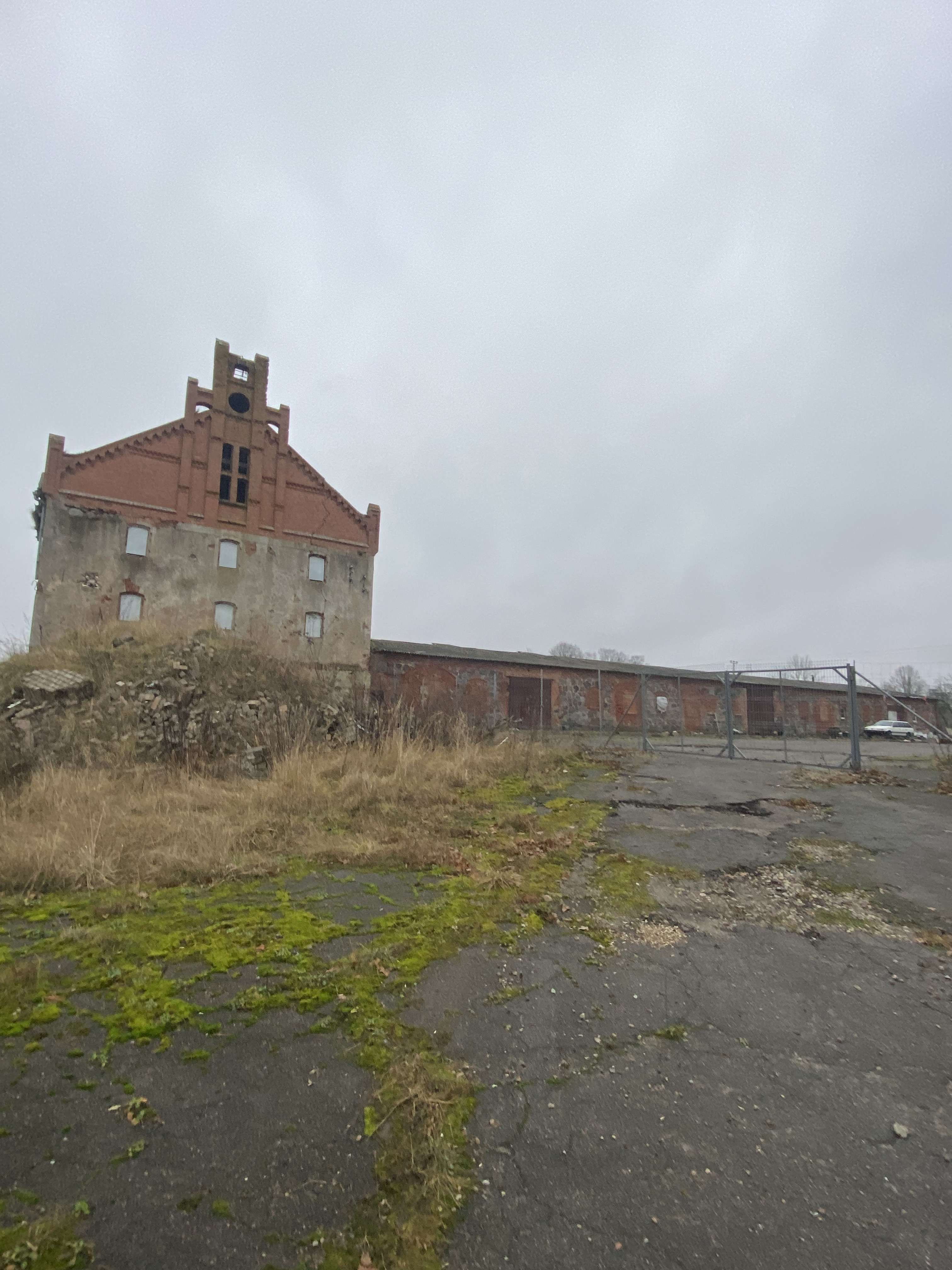
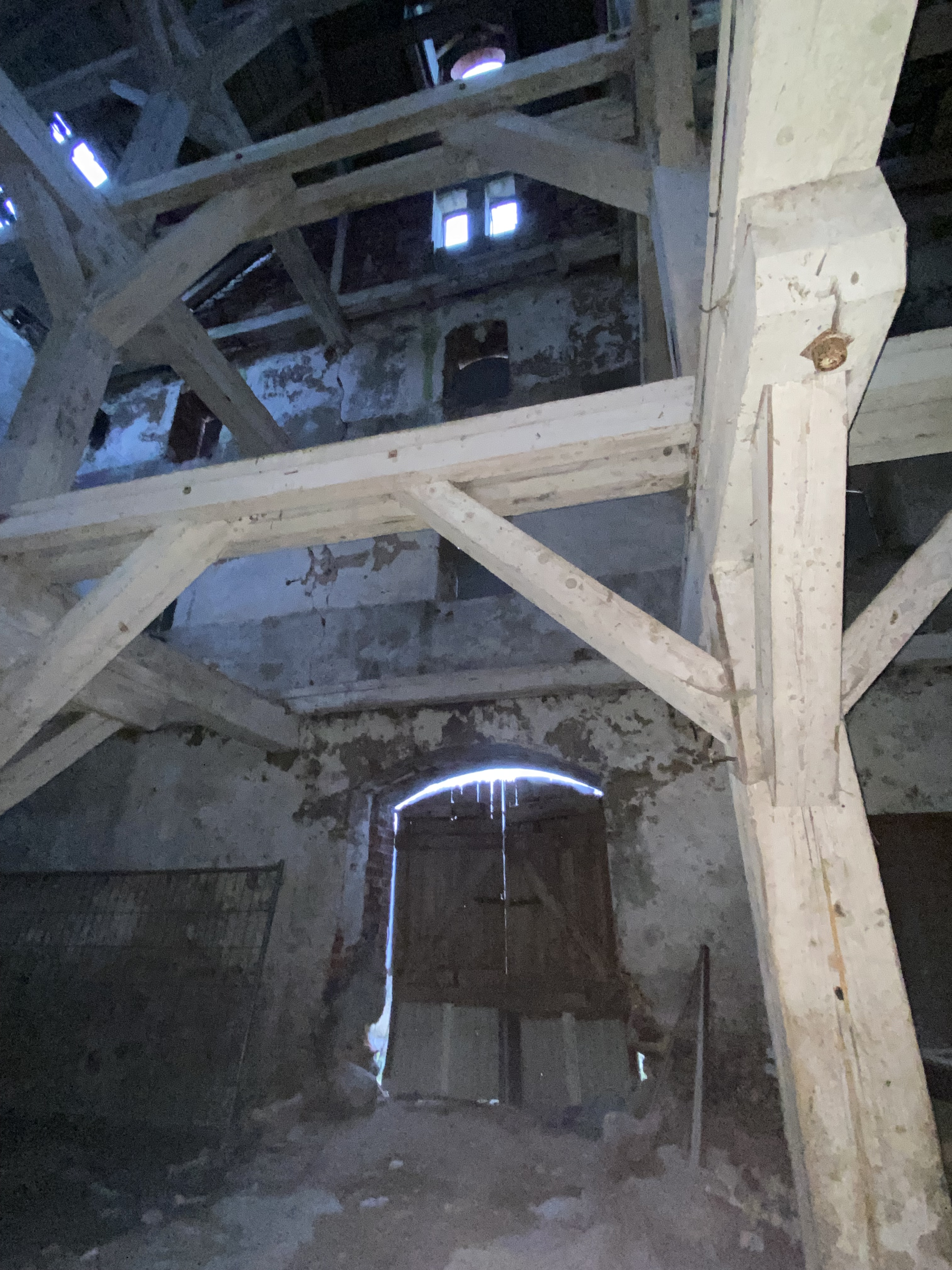
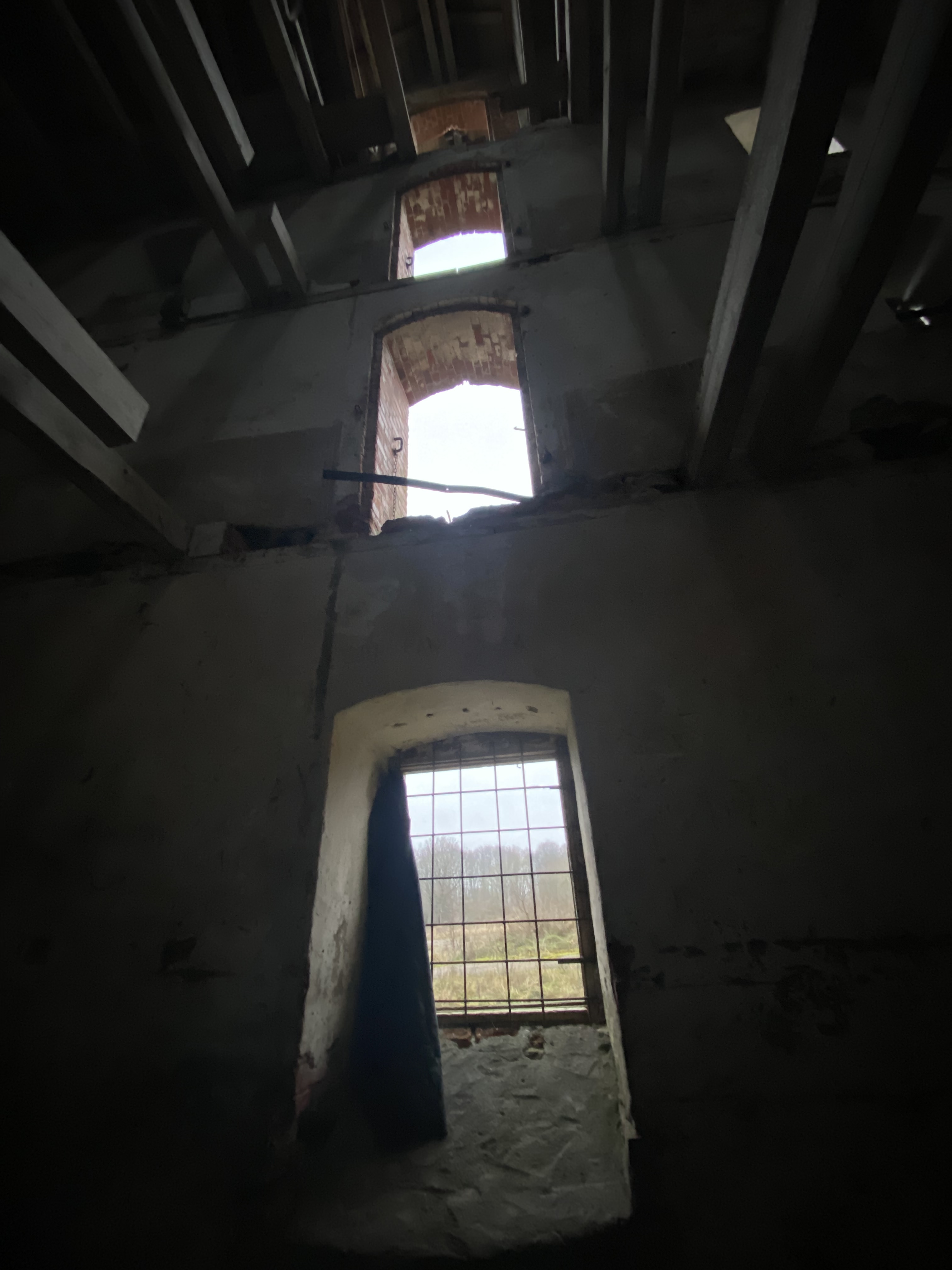
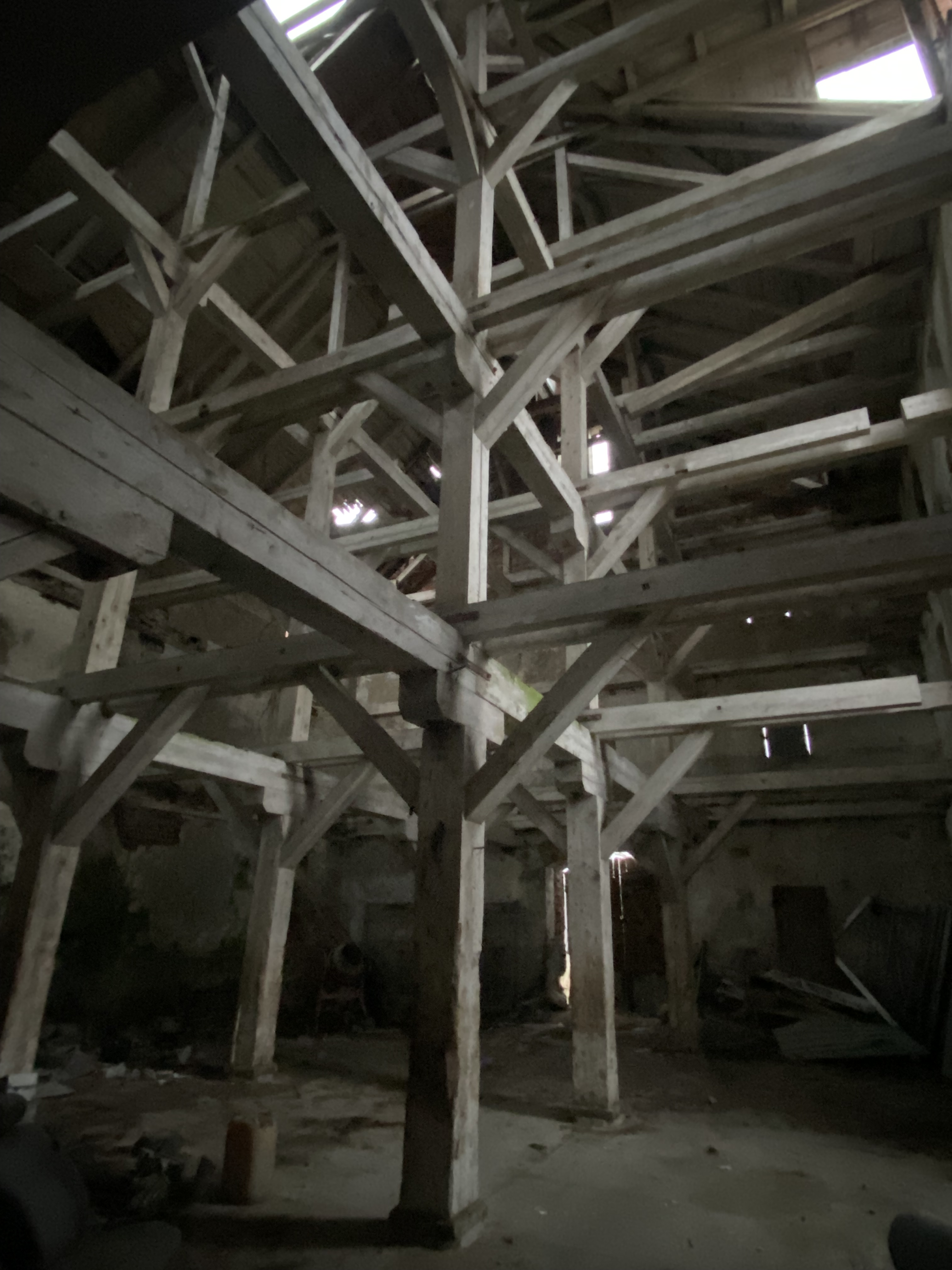
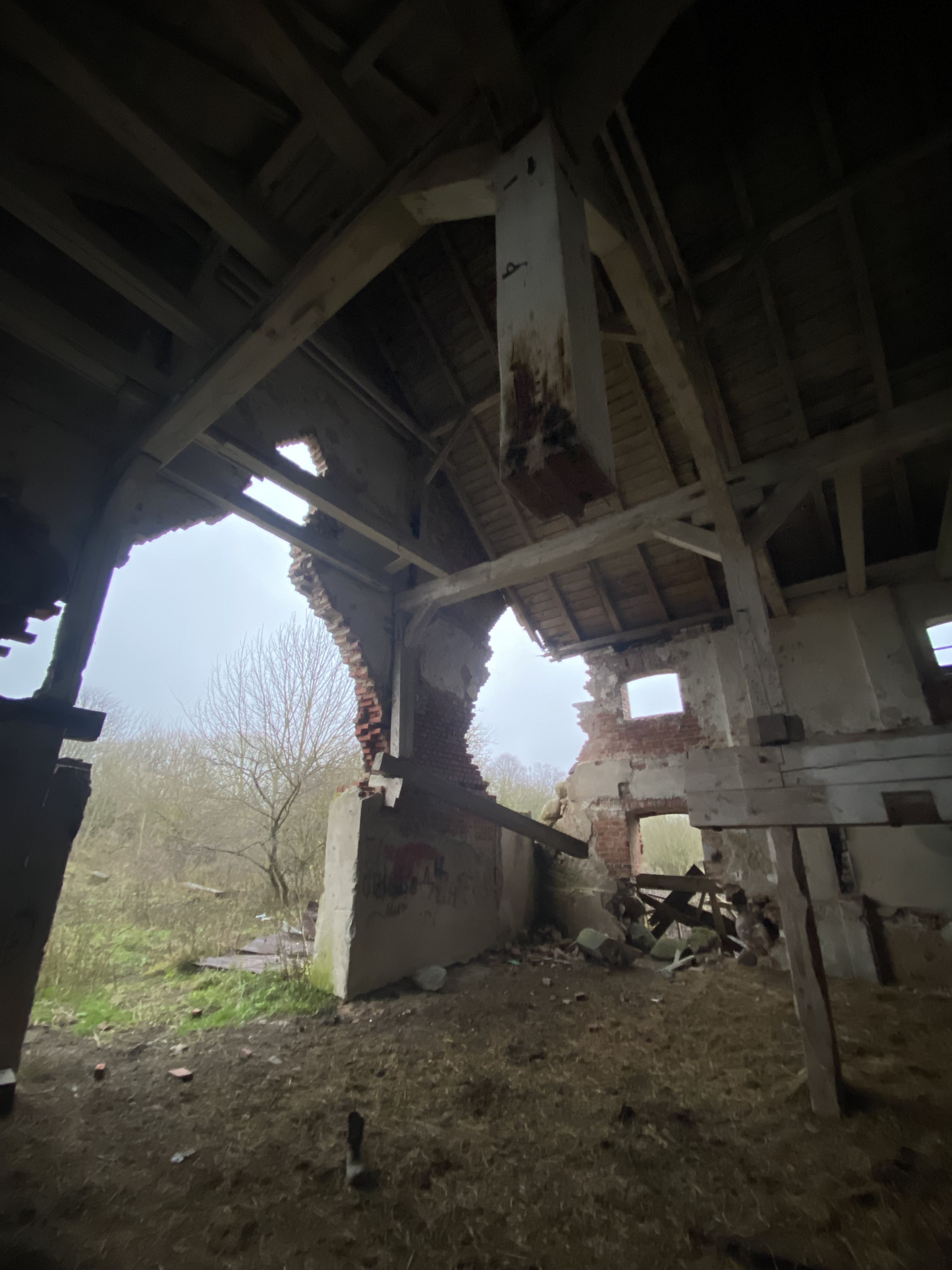